# Женщины XX века
«Женщины XX века» (англ. 20th Century Women) — американский комедийно-драматический фильм режиссёра Майка Миллса, который является его частичной автобиографией. Мировая премьера состоялась на Нью-Йоркском кинофестивале 8 октября 2016 года. Премьера фильма в кинотеатрах состоялась 28 декабря 2016 года.

## Сюжет
Сюжет фильма вращается в 1979 году в Санта-Барбаре, штат Калифорния в пансионате. Под одной крышей живут три женщины: мать-одиночка Доротея, которая воспитывает 15-летнего старшеклассника Джейми, арендатор Эбби, которая лечится от рака шейки матки и Джули, лучшая подруга сына Доротеи. Во время усиления кризиса в стране и недоверия к властям, этим женщинам в одиночку предстоит справляться со своими собственными проблемами.

## В ролях
- Аннетт Бенинг — Доротея Филдс[9]
- Грета Гервиг — Эбигейл «Эбби» Портер[9]
- Эль Фэннинг — Джули Хэмлин[9]
- Лукас Джейд Зуманн — Джейми Филдс
- Билли Крудап — Уильям[10]
- Алиа Шокат — Триш
- Даррел Бритт-Гибсон — Джулиан
- Теа Гилл — мать Эбби
- Лора Уиггинс — Линетт Уинтерс
- Натали Лав — Синди
- Валид Зуэйтер — Чарли
- Элисон Эллиотт — мать Джули
- Финн Робертс — Тим Драммер
- Кирк Бовилл — гость Доротеи

## Съёмки
Основные съёмки начались 8 сентября 2015 года в Южной Калифорнии и продолжались до 27 октября того же года. Часть съёмок проходило в Лос-Анджелесе.

## Критика
Фильм получил признание кинокритиков. На сайте Rotten Tomatoes фильм имеет рейтинг 88 % на основе 199 рецензий со средним баллом 7,8 из 10. На сайте Metacritic фильм имеет оценку 83 из 100 на основе 40 рецензий критиков, что соответствует статусу «всеобщее признание».

## Награды и номинации
| Награды и номинации                                | Награды и номинации | Награды и номинации                            | Награды и номинации            | Награды и номинации | Награды и номинации |
| Награда                                            | Год                 | Категория                                      | Номинант                       | Результат           | Прим.               |
| -------------------------------------------------- | ------------------- | ---------------------------------------------- | ------------------------------ | ------------------- | ------------------- |
| AARP Annual Movies for Grownups Awards             | 2017                | Лучшая актриса                                 | Аннетт Бенинг                  | Победа              | [ 15 ]              |
| AARP Annual Movies for Grownups Awards             | 2017                | Лучший фильм поколений                         | «Женщины XX века»              | Победа              | [ 15 ]              |
| Оскар                                              | 2017                | Лучший оригинальный сценарий                   | Майк Миллс                     | Номинация           | [ 16 ] [ 17 ]       |
| Союз женщин-киножурналистов                        | 2016                | Лучшая актриса второго плана                   | Грета Гервиг                   | Номинация           | [ 18 ] [ 19 ]       |
| Союз женщин-киножурналистов                        | 2016                | Лучший оригинальный сценарий                   | Майк Миллс                     | Номинация           | [ 18 ] [ 19 ]       |
| Союз женщин-киножурналистов                        | 2016                | Лучший актёрский состав — режиссер-постановщик | Марк Беннетт и Лаура Розенталь | Номинация           | [ 18 ] [ 19 ]       |
| Союз женщин-киножурналистов                        | 2016                | Актриса, бросающая вызов возрасту и старости   | Аннетт Бенинг                  | Победа              | [ 18 ] [ 19 ]       |
| Ассоциация кинокритиков Остина                     | 2016                | Лучшая актриса                                 | Аннетт Бенинг                  | Номинация           | [ 20 ] [ 21 ]       |
| Ассоциация кинокритиков Остина                     | 2016                | Лучшая актриса второго плана                   | Грета Гервиг                   | Номинация           | [ 20 ] [ 21 ]       |
| Ассоциация кинокритиков Остина                     | 2016                | Лучший оригинальный сценарий                   | Майк Миллс                     | Номинация           | [ 20 ] [ 21 ]       |
| Critics’ Choice Movie Awards                       | 2016                | Лучшая актриса                                 | Аннетт Бенинг                  | Номинация           | [ 22 ]              |
| Critics’ Choice Movie Awards                       | 2016                | Лучшая актриса второго плана                   | Грета Гервиг                   | Номинация           | [ 22 ]              |
| Critics’ Choice Movie Awards                       | 2016                | Лучший актёрский состав                        | каст «Женщины XX века»         | Номинация           | [ 22 ]              |
| Ассоциация кинокритиков Даллас-Форт-Уэрт           | 2016                | Лучший фильм                                   | «Женщины XX века»              | 8-е место           | [ 23 ]              |
| Ассоциация кинокритиков Даллас-Форт-Уэрт           | 2016                | Лучшая актриса                                 | Аннетт Бенинг                  | 5-е место           | [ 23 ]              |
| Ассоциация кинокритиков Даллас-Форт-Уэрт           | 2016                | Лучшая актриса второго плана                   | Грета Гервиг                   | 4-е место           | [ 23 ]              |
| Общество кинокритиков Детройта                     | 2016                | Лучшая актриса                                 | Аннетт Бенинг                  | Номинация           | [ 24 ]              |
| Общество кинокритиков Детройта                     | 2016                | Лучшая актриса второго плана                   | Эль Фэннинг                    | Номинация           | [ 24 ]              |
| Общество кинокритиков Детройта                     | 2016                | Лучшая актриса второго плана                   | Грета Гервиг                   | Победа              | [ 24 ]              |
| Общество кинокритиков Детройта                     | 2016                | Лучший актёрский состав                        | Майк Миллс                     | Победа              | [ 24 ]              |
| Dorian Awards                                      | 2017                | Фильм года                                     | «Женщины XX века»              | Номинация           | [ 25 ]              |
| Dorian Awards                                      | 2017                | Фильм-прорыв года — Актриса                    | Аннетт Бенинг                  | Номинация           | [ 25 ]              |
| Dorian Awards                                      | 2017                | Сценарий года                                  | Майк Миллс                     | Номинация           | [ 25 ]              |
| Ассоциация кинокритиков Флориды                    | 2016                | Лучшая актриса                                 | Аннетт Бенинг                  | Номинация           | [ 26 ]              |
| Ассоциация кинокритиков Флориды                    | 2016                | Лучшая актриса второго плана                   | Грета Гервиг                   | Номинация           | [ 26 ]              |
| Ассоциация кинокритиков Флориды                    | 2016                | Лучший оригинальный сценарий                   | Майк Миллс                     | Номинация           | [ 26 ]              |
| Ассоциация кинокритиков Флориды                    | 2016                | Лучший актёрский состав                        | каст «Женщины XX века»         | Номинация           | [ 26 ]              |
| Золотой глобус                                     | 2017                | Лучший фильм — комедия или мюзикл              | «Женщины XX века»              | Номинация           | [ 27 ]              |
| Золотой глобус                                     | 2017                | Лучшая актриса в комедии или мюзикле           | Аннетт Бенинг                  | Номинация           | [ 27 ]              |
| Gotham Awards                                      | 2016                | Лучшая актриса                                 | Аннетт Бенинг                  | Номинация           | [ 28 ]              |
| Общество кинокритиков Хьюстона                     | 2017                | Лучшая актриса второго плана                   | Грета Гервиг                   | Номинация           | [ 29 ] [ 30 ]       |
| Независимый дух                                    | 2017                | Лучшая женская роль                            | Аннетт Бенинг                  | Номинация           | [ 31 ]              |
| Независимый дух                                    | 2017                | Лучший сценарий                                | Майк Миллс                     | Номинация           | [ 31 ]              |
| Опрос критиков IndieWire                           | 2016                | Лучшая актриса                                 | Аннетт Бенинг                  | 9-е место           | [ 32 ]              |
| Опрос критиков IndieWire                           | 2016                | Лучшая актриса второго плана                   | Грета Гервиг                   | 6-е место           | [ 32 ]              |
| Премия Лондонского кружка кинокритиков             | 2017                | Лучшая актриса года второго плана              | Грета Гервиг                   | Номинация           | [ 33 ]              |
| Национальное общество кинокритиков США             | 2017                | Лучшая актриса                                 | Аннетт Бенинг                  | 2-е место           | [ 34 ]              |
| Международный кинофестиваль Палм-Спрингс           | 2017                | Награда за достижения в карьере                | Аннетт Бенинг                  | Победа              | [ 35 ]              |
| Общество кинокритиков Сан-Диего                    | 2016                | Лучшая актриса                                 | Аннетт Бенинг                  | Номинация           | [ 36 ] [ 37 ]       |
| Общество кинокритиков Сан-Диего                    | 2016                | Лучшая актриса второго плана                   | Грета Гервиг                   | Номинация           | [ 36 ] [ 37 ]       |
| Общество кинокритиков Сан-Диего                    | 2016                | Лучший актёрский состав                        | каст «Женщины XX века»         | Номинация           | [ 36 ] [ 37 ]       |
| Общество кинокритиков Сан-Франциско                | 2016                | Лучшая актриса                                 | Аннетт Бенинг                  | Номинация           | [ 38 ] [ 39 ]       |
| Общество кинокритиков Сан-Франциско                | 2016                | Лучшая актриса второго плана                   | Грета Гервиг                   | Номинация           | [ 38 ] [ 39 ]       |
| Премия «Спутник»                                   | 2017                | Лучшая актриса                                 | Аннетт Бенинг                  | Номинация           | [ 40 ]              |
| Ассоциация кинокритиков Сент-Луиса                 | 2016                | Лучшая актриса второго плана                   | Аннетт Бенинг                  | Номинация           | [ 41 ]              |
| Ассоциация кинокритиков Вашингтона, округ Колумбия | 2016                | Лучшая актриса                                 | Аннетт Бенинг                  | Номинация           | [ 42 ]              |
| Ассоциация кинокритиков Вашингтона, округ Колумбия | 2016                | Лучшая актриса второго плана                   | Грета Гервиг                   | Номинация           | [ 42 ]              |
| Ассоциация кинокритиков Вашингтона, округ Колумбия | 2016                | Лучший актёрский состав                        | каст «Женщины XX века»         | Номинация           | [ 42 ]              |
| Женское общество кинокритиков                      | 2016                | Лучший фильм о женщине                         | «Женщины XX века»              | Номинация           | [ 43 ]              |
| Женское общество кинокритиков                      | 2016                | Лучший актёрский состав                        | каст «Женщины XX века»         | Номинация           | [ 43 ]              |
| Женское общество кинокритиков                      | 2016                | Мужество в роли                                | Аннетт Бенинг                  | Номинация           | [ 43 ]              |